# Френкендорф
Френкендорф (нім. Frenkendorf) — громада  в Швейцарії в кантоні Базель-Ланд, округ Лісталь.

## Географія
Громада розташована на відстані близько 65 км на північ від Берна, 3 км на північний захід від Лісталя.
Френкендорф має площу 4,6 км², з яких на 30,6% дозволяється будівництво (житлове та будівництво доріг), 27,3% використовуються в сільськогосподарських цілях, 41,9% зайнято лісами, 0,2% не є продуктивними (річки, льодовики або гори).

## Демографія
2019 року в громаді мешкало 6454 особи (+5,1% порівняно з 2010 роком), іноземців було 32,3%. Густота населення становила 1406 осіб/км².
За віковим діапазоном населення розподілялося таким чином: 20,1% — особи молодші 20 років, 60,6% — особи у віці 20—64 років, 19,3% — особи у віці 65 років та старші. Було 2832 помешкань (у середньому 2,3 особи в помешканні).
Із загальної кількості 2225 працюючих 9 було зайнятих в первинному секторі, 738 — в обробній промисловості, 1478 — в галузі послуг.